# Марко Глушац
Марко Глушац (Беране, 4. јануар 1969 — Београд, 12. фебруар 2012) био је српски и југословенски филмски монтажер.

## Биографија
Дипломирао је на Факултету драмских уметности у Београду — одсек филмска и ТВ монтажа.
Марко Глушац је сам по себи био „први кадар”’ који је уместо филма отварао прави свет филмског заната.
Било да се радило о амбициозним студентима, неискусним редитељима или већ афирмисаним глумцима, Глушац је за све њих престављао чврст стуб сигурности који је тако потребан у компликованом процесу кинематографске производње.
Својим смиреним, разложним и ненаметљивим ставовима иза којих су се крили висока интелигенција, широко образовање и велики ауторитет, Марко је давао немерљив допринос у развоју једног филмског ствараоца. Он је демистификовао и процес производње и саму филмску уметност.
После успеха дебитантског филма Кажи зашто ме остави из 1993, остао је две године дуже да ради као асистент на ФДУ.Предавања која је тамо држао и данас се препричавају међу оно мало монтажера који су имали срећу да студирају код Марка. Његов метод рада је био једноставан: студенте је одмах гурао на „ватру”.
После 1995. за њега није било места на ФДУ и запослио се на Факултету за уметност и дизајн.
Касније се посвећује монтажи филмова и стигао је да учествује на скоро сваком бољем српском филму.
Сарађивао је са звучним редитељима као што су: Радивоје Андрић, Срдан Голубовић, Дејан Зечевић, Срђан Драгојевић, Младен Ђорђевић, Душан Милић, Горан Марковић.
Међу његове најславније дебитанте спадају Љубиша Самарџић, Душан Ковачевић и Драган Бјелогрлић.
Освојио је доста награда у иностранству а филм Клопка који је монтирао био је српски кандидат за Оскара.
Умро је изненада 2012. године после тешке болести и иза себе је оставио жену и сина.
2015. године Фондација Марко Глушац је покренула и установила награду Марко Глушац која ће се додељивати сваке године за најбољег монтажера на Фестивалу ауторског филма.
2016. године, по идеји Марка Глушца, Милош Радовић је написао сценарио и режирао филм Дневник машиновође.
Никола Пејаковић Коља, који је сарађивао са Марком, посветио му је песму Слика покојног друга на албуму 4 прста (2018).

## Филмографија
| Год.       | Назив                                 | Улога         |
| ---------- | ------------------------------------- | ------------- |
| 1990-е     |                                       |               |
| 1993.      | Кажи зашто ме остави                  |               |
| 1995.      | Сложна браћа                          |               |
| 1998.      | Три палме за две битанге и рибицу     |               |
| 2000-е     |                                       |               |
| 2000.      | Механизам (филм из 2000)              |               |
| 2000.      | Небеска удица                         |               |
| 2001.      | Нормални људи                         |               |
| 2001.      | Бумеранг                              |               |
| 2001.      | Наташа                                |               |
| 2001.      | Муње                                  |               |
| 2002.      | Звоњава у глави                       |               |
| 2002.      | Рингераја                             |               |
| 2003.      | Ледина                                |               |
| 2003.      | Професионалац                         |               |
| 2003.      | Кордон                                |               |
| 2004.      | Кад порастем бићу кенгур              |               |
| 2004.      | Јесен стиже дуњо моја                 |               |
| 2004.      | Сиви камион црвене боје               |               |
| 2005.      | Потера за срећком                     |               |
| 2005.      | Ми нисмо анђели 2                     |               |
| 2006.      | Гуча!                                 |               |
| 2006.      | Ми нисмо анђели 3                     |               |
| 2007.      | Забрањени без забране                 |               |
| 2007.      | Хадерсфилд                            |               |
| 2007.      | Клопка                                |               |
| 2007.      | Коњи врани                            |               |
| 2007.      | Четврти човек                         |               |
| 2007-2008. | Вратиће се роде                       |               |
| 2009.      | Teхнотајз: Едит и ја                  |               |
| 2009.      | Живот и смрт порно банде              |               |
| 2009.      | Роде у магли                          |               |
| 2009.      | На терапији                           |               |
| 2009.      | Јесен стиже, Дуњо моја (ТВ серија)    | 4 епизоде     |
| 2010-е     |                                       |               |
| 2010.      | Мисија Лондон                         |               |
| 2010.      | Жена са сломљеним носем               |               |
| 2010.      | Монтевидео, Бог те видео!             |               |
| 2011.      | Непријатељ                            |               |
| 2012.      | Црна Зорица                           |               |
| 2012.      | Војна академија (ТВ серија)           | 8 епизода     |
| 2012.      | Монтевидео, Бог те видео! (ТВ серија) | 8 епизода     |
| 2012.      | Кругови (филм)                        |               |
| 2016.      | Дневник машиновође                    | идеја за филм |